# 松田哲夫
松田 哲夫（まつだ てつお、1947年10月14日 - ）は、日本の編集者。 株式会社筑摩書房顧問。デジタルハリウッド大学特任教授。
妻は文化放送アナウンサーの松田啓子。
TBS系で放送中の『王様のブランチ』、NHKラジオ第1放送『ラジオ深夜便』の「わたしのおすすめブックス」などで本・書評のコーナーのコメンテーターもしている。

## 経歴
東京都武蔵野町（現：武蔵野市）に生まれる。
武蔵野市立第四小学校では、図工の先生だった安野光雅に、麻布中学校では山口昌男にそれぞれ学ぶ。麻布学園時代は映画監督志望で、年に400本ほど映画を観ていた。
1966年に麻布高校を卒業し、東京都立大学人文学部に進学する。新聞会に入会したところ、先輩の上野昻志が、松田の憧れの雑誌『ガロ』に「目安箱」というコラムを連載することになったため、『ガロ』編集部に出入りするようになり、編集・出版という仕事を身をもって体験する。また、水木しげるの面識を得る。
1967年、漫画評論家石子順造の紹介で赤瀬川原平と出会う。赤瀬川が、派手なマッチのレッテルの絵柄に惹かれたことから、松田の友人我田大（現：田舎在住料理人）も加え、「革燐同」を名乗り、マッチのレッテル絵のコレクションを行う。この活動は石子順造の「キッチュ」美学研究に影響を与えた。また、赤瀬川とともに、古本屋で宮武外骨の本を発掘。今和次郎の「考現学」も二人で再発見し、熱中する。
1969年、「四・二八沖縄デー」のデモ隊に参加していて逮捕され、23日間、勾留。その後、漫画の全集『現代マンガ』の編集のため、筑摩書房でアルバイトをする。また、自主出版で、当時の学生運動家の間で歌われていた替歌を集めた『当世学生運動戯歌集』を発行。三一書房に企画を持ち込んだところ、編集者の後輩の（のちの）呉智英と出会う。共同作業をして戦前の替え歌なども集め、翌年、『戯歌番外地 替歌に見る学生運動』（三一新書）として刊行する。
1970年、東京都立大学人文学部を中退し、筑摩書房の社員になる。赤瀬川が講師を務める美学校「絵・文字工房」の助手を務める（1年目に南伸坊、3年目に渡辺和博と出会う。また、赤瀬川、南とともに櫻画報社を作り、各雑誌を「雑誌ジャック」する。1971年に、『ひょっこりひょうたん島』の小説版執筆を依頼していた井上ひさしから、「もう一つの『ひょうたん島』なんです」として『吉里吉里人』を提案される。
1972年、赤瀬川、南と、初の「トマソン」である無用階段「四谷階段」を発見する。
1973年、原田奈翁雄（現：径書房社長）が創刊した雑誌『終末から』に編集部員として参加。野坂昭如、井上ひさし、種村季弘らに原稿を依頼するが、一年で休刊。野坂のラグビー・チーム「アドリブ・クラブ」に参加する。
1974年、参議院選挙に東京地方区から立候補した野坂昭如の選挙事務局長になる。選挙の応援のため、ほとんど出社せず、社内の顰蹙を買う。
1978年、佐藤忠男・鶴見俊輔編による『現代まんが全集・全21巻』を企画するが、7月の筑摩書房の倒産により、3冊のみの刊行にとどまる。再建までの間、本の利益率などを調べ上げ、経営感覚を身につける。
1981年、「ちくまぶっくす」編集長に就任。
1983年、衆議院選挙に新潟3区から野坂昭如が立候補。再度、選挙事務局長を務める。
1985年、『ちくま文庫』を創刊。『夏目漱石全集』など「文庫内全集」を企画する。また水木しげるの漫画や、『ガロ』系漫画などを多数、ちくま文庫に収録する。また、赤瀬川原平、吉野孝雄と宮武外骨リバイバルを手がける。
1986年、赤瀬川原平、藤森照信、南伸坊、林丈二らと路上観察学会を結成し、事務局長になる。
1988年、鶴見俊輔、安野光雅、森毅、井上ひさしによるテーマ別セレクションによる文学全集『ちくま文学の森』を企画・発刊。ベストセラーになる。翌年には鶴見俊輔、森毅、池内紀、安野光雅のセレクトによる『ちくま哲学の森』を発刊。これもヒットした。  
1990年、筑摩書房取締役に就任。文庫版の『ちくま日本文学全集』（1991年）、『ちくま学芸文庫』（1992年）を相次いで創刊した。
1994年、初の著書『編集狂時代』を刊行。
1995年、月刊誌『頓智』を創刊する。だが、売れ行き不振で1996年7月をもって休刊。
1996年、TBS系テレビ「王様のブランチ」出版コーナーのコメンテイターとなり、本を紹介する（2001年9月～2002年9月の中断を経て、再開し、現在に至る）。ブランチへの出演経験で、神田うの、はな等のタレントの本を刊行することになる。
1997年、晶文社の津野海太郎の誘いで、電子出版の会社「ボイジャー」社長の萩野正昭とともに、雑誌『季刊・本とコンピュータ』創刊に参加。副編集長（のちに編集委員）になる。
1999年、筑摩書房常務取締役に就任。共立女子大学で出版文化論の授業を担当する（2000年まで）。
2000年、坪内祐三編集の『明治の文学』を企画刊行する。
2001年、筑摩書房専務取締役に就任。銀座・紙百科ギャラリーで「編集狂・松田哲夫展」を開催する。
2003年、電子本配信会社パブリッシングリンクの社長に就任した（2006年退任）。
2005年、「ちくまプリマー新書」を発刊する。
2008年、筑摩書房専務取締役を退任し顧問に就任。

## 人物
父親が猛烈なコレクターで、家は父親が集めた物で溢れていた。購読している新聞も捨てずにとっておき、そればかりか駅のゴミ箱から新聞を拾ってきて整理していたほどだった。松田もその血をひいて、印刷物に特別な愛着を持ち、雑誌や映画のチケットなどを蒐集する趣味を持っていたが、父親を「反面教師」として観察するうちに、コレクションの空しさに気がつき、それまでコレクションしていた物の大半を廃棄したという。
だが、「蒐集癖」はその後も残っていたようで、2001年の「編集狂松田哲夫展」では、マッチ・引札・宮武外骨などの収集品や、子ども時代の絵日記や、中学生時代の手作り本、集めていたマンガ雑誌、学生運動のときの停学通知、「課長になりたくなくて、いやですという気持ち記した」ノートなどを展示していた。

## 編集に携わった主な書籍・雑誌
- 鶴見俊輔・佐藤忠男・北杜夫編『現代マンガ』1969年 - 1971年
- 『少年漫画劇場』1971年 -
- 赤瀬川原平『櫻画報永久保存版』青林堂 1971年
- 種村季弘『書物漫遊記』1978年
- 田辺聖子＋中山あい子編『おんながつづるおんなのくらし』1979年～
- 藤村美津＋伊藤雅子『育児力 子どもの成長・おとなの成長』1981年
- 井上ひさし『吉里吉里人』（「終末から」連載）1973年 - 1974年
- 長井勝一『「ガロ」編集長』1981年
- 水木しげる『ねぼけ人生』1982年
- 天野祐吉『広告の本』1983年
- 浅田彰『逃走論』1984年
- 池内紀『闇にひとつ炬火あり ことばの狩人カール・クラウス』1985年
- 荒俣宏『パラノイア創造史』1985年
- 吉野孝雄編『予は危険人物なり 宮武外骨自叙伝』1985年
- 赤瀬川原平、吉野孝雄(編)『宮武外骨・滑稽新聞』1986年
- 藤森照信『建築探偵の冒険・東京編』1986年
- 『路上観察学入門』1986年
- 土方巽『美貌の青空』1987年
- 鶴見俊輔、中川六平編『天皇百話』1989年
- 佐々木マキ『ぼくのスクラップ・スクリーン』1989年
- 井上ひさし＋山元護久『ひょっこりひょうたん島』1990年 -
- 『やまだ紫作品集』1992年 -
- 『滝田ゆう漫画館』1992年 -
- 『つげ義春全集』1993年 -
- 水木しげる『水木しげるのラバウル戦記』1994年
- 『杉浦日向子全集』1995年 -
- クラフト・エヴィング商會『どこかにいってしまったものたち』1997年
- 永沢光雄『風俗の人たち』1997年
- 『神田うの』1998年
- 赤瀬川原平『老人力』1998年 -筑摩書房の創立以来最大の、41万部のベストセラーに。
- はな『Oops! ウップス』2002年
- 神蔵美子『たまもの』2002年
- 松下竜一『そっと生きていたい』2002年
- 大田垣晴子責任編集『O〔オー〕』2003年 -
- 藤原正彦・小川洋子『世にも美しい数学入門』2005年
- 天童荒太『包帯クラブ』2006年
- 杉浦日向子『うつくしく、やさしく、おろかなり—私の惚れた「江戸」』2006年
- 岸本佐知子『ねにもつタイプ』2007年
- 中学生までに読んでおきたい哲学 全8巻 2012年

## 自身の著書

### 単著
- 『編集狂時代』（1994年・本の雑誌社、2004年・新潮文庫）
- 『これを読まずして、編集を語ることなかれ。』（1995年・径書房）
- 『「王様のブランチ」のブックガイド200』（2009年・小学館101新書）
- 『縁もたけなわ ぼくが編集者人生で出会った愉快な人たち 』（2014年・小学館）

### 共著
- 『印刷に恋して』（2002年・晶文社）- 内澤旬子・絵 第3回ゲスナー賞・本の本部門・銀賞受賞
- 『「本」に恋して』（2006年・晶文社）- 内澤旬子・絵
- 『全面自供!』（2001年・晶文社、赤瀬川原平共著）

### 編著
- 中学生までに読んでおきたい日本文学 全10巻 あすなろ書房 2010 - 2011
- 中学生までに読んでおきたい哲学 全8巻 あすなろ書房 2012
- 小学生までに読んでおきたい文学 全6巻 あすなろ書房 2013 - 2014
- 日本文学100年の名作 全10巻 池内紀, 川本三郎, 松田哲夫 編 新潮社 2014 - 2015
- 鶴見俊輔全漫画論 1- 2 ちくま学芸文庫,松田哲夫 編 2018
- 家族で楽しむ「まんが発見! 」1 学校に行こう あすなろ書房 松田哲夫 編 2020
- 家族で楽しむ「まんが発見! 」2 青春の海から あすなろ書房 松田哲夫 編 2020
- 家族で楽しむ「まんが発見! 」3 悪が生まれる あすなろ書房 松田哲夫 編 2020
- 家族で楽しむ「まんが発見! 」4 人は戦う あすなろ書房 松田哲夫 編 2020

### 監修
- 赤瀬川原平漫画大全 赤瀬川原平 著,松田哲夫 監修 河出書房新社 2015